# Lössbergshöna
Lössbergshöna (Alectoris magna) är en hönsfågel i familjen fasanfåglar, endemisk för Kina.

## Utseende
Lössbergshönan liknar nära släktingen berghönan (Alectoris chukar) med röd näbb och röda benm, vit strupe och gråbrun fjäderdräkt, men är större (36-38 cm) och har ett unikt rostbrunt smalt halsband, svartkantat ovan. De tättbandade flankerna och svarta tygeln påminner om stenhönan (A. graeca), men lössbergshönan har blekare ögon.

## Utbredning och systematik
Fågeln förekommer i ödsliga områden i nordvästra Kina i Qinghai och Gansu. Den behandlas antingen som monotypisk eller delas in i två underarter med följande utbredning:
- Alectoris magna magna – norra och nordöstra Qinghai, i västcentrala Kina
- Alectoris magna lanzhouensis – Lanzhousänkan i centrala Gansu, i nordcentrala Kina

Lössbergshönan tillhör en grupp med Alectoris-höns där även berghöna, stenhöna och svartstrupig berghöna (A. philbyi) ingår, varav lössbergshönan står närmast den senaste enligt en genetisk studie av arternas mitokondrie-DNA.

## Levnadssätt
Lössbergshönan föreommer på klippiga sluttningar och i dalar med gräs och småbuskar från 1300 till 4000 meters höjd. Den lever av frön, rötter, groddar och skott, men även ryggradslösa djur som skalbaggar, spindlar och gräshoppor. Fågeln bildar par från slutet av mars till mitten av april och lägger ägg från början av maj till juli. Efter häckning bildar den flockar med upp till 30 individer. Fågeln är huvudsakligen stannfågel, men höjdledsflyttning har noterats på östra Qinghaiplatån, framför allt under hårt vinterväder.

## Status och hot
Arten har ett stort utbredningsområde och en stor population, men tros minska i antal, dock inte tillräckligt kraftigt för att den ska betraktas som hotad. Internationella naturvårdsunionen IUCN kategoriserar därför arten som livskraftig (LC).

## Namn
Lössberg är berg bildade av lössjord, lösa vindavsatta avlagringar som till största delen består av silt.